# Czebotaricha
Czebotaricha (ros. Чеботариха) – wieś (sieło) w Rosji, w obwodzie irkuckim, w rejonie kujtuńskim. W 2010 liczyła 779 mieszkańców.